# Biron (Wisconsin)
Biron – wieś w Stanach Zjednoczonych, w stanie Wisconsin, w hrabstwie Wood.